# Dafnis (mytologi)
Dafnis (oldgræsk: Δάφνις, af δάφνη, "laurbær") er en yngling i græsk mytologi, som skulle være fader til hyrdedigtningen. Traditionelt siges han at være søn af Hermes og en nymfe, selvom han selv er dødelig og blev som spæd efterladt i en laurbærlund. I nogle fortællinger blev han opfostret af nymferne, i andre af hyrder og opvoksede blandt dem.
Han levede som hyrde og jæger i Siciliens bjergskove, hvor han ofte færdedes med Apollon, Artemis og nymferne, som han glædede med sine sange. Pan, der var forelsket i ham, lærte ham at spille på fløjte.
En najade, Echenais eller Nomia, alt efter hvilken fortælling, blev forelsket i ham og han lovede denne troskab. Men blev forledt af en kongedatter og svigtede sit troskabsløfte. Hans død berettes på forskellige måde; f.eks. beretter Ovid, at han som straf blev forvandlet til en sten, i den mest berømte udgave fra Theokrit, siges han at være død af kærestesorg.
I hellenistisk, romersk og senere europæisk hyrdedigtning er Dafnis en litterær figur, "den forelskede hyrde", der optræder i talrige variationer, f.eks. hos Longos (Dafnis og Chloe).
- Jean-Pierre Cortot: statue af Dafnis og Chloe (1827) på Louvre i Paris.
- Arnold Böcklin: formentlig Dafnis og Amaryllis (1866) på Schackgalerie i München.